# Université Yenching
L'université Yenching (chinois : 燕京大學 ; pinyin : Yānjīng Dàxué) était une université à Pékin, en Chine, issue de la fusion de quatre établissements chrétiens entre les années 1915 et 1920. Son nom vient d'une ancienne dénomination de Pékin, liée à son statut de capitale du Yan, un des sept Royaumes combattants qui existèrent jusqu'au IIIe siècle en Chine actuelle.

## Historique
L'université Yenching fut fondée en fusionnant quatre établissements chrétiens, entre 1915 et 1920 : l'université Huiwen (chinois : 匯文大學 ; pinyin : Huìwén Dàxué) méthodiste fondée en 1890, le North China Union College (chinois : 通州協和大學 ; pinyin : Tōngzhōu Xiéhé Dàxué) et le Women's College congrégationalistes, et l'école de théologie qui réunissait plusieurs séminaires.
John Leighton Stuart, qui avait enseigné le grec dans un séminaire à Nankin, fut nommé président de la nouvelle université en janvier 1919. Pour en couvrir le financement, il organisa une levée de fonds internationale et reçut notamment le soutien de Charles Martin Hall. L'université acheta les jardins d'un prince de la dynastie Qing pour donner du cachet à son campus, qui fut achevé en 1926. On y étudiait alors la théologie, le droit, la médecine, les arts et les sciences.
Stuart souhaite créer une université au service de la nation chinoise ; il recruta aussi bien des savants chinois qu'occidentaux pour y enseigner. Même si le département de théologie était favorisé, la religion n'était pas une condition nécessaire. En 1928, un partenariat fut développé avec Harvard pour l'enseignement des humanités et des sciences sociales. La réputation de l'université en sinologie se construisit notamment autour de la publication des Harvard-Yenching Sinological Index Series. Dans les années 1930, Yenching était considérées comme une des meilleures universités chinoises, entre autres en raison de la liberté académique qui y régnait.
Durant la guerre sino-japonaise, la région fut occupée par le Japon et l'université déménagea à Chengdu, dans le Sichuan. Après l'instauration de la république populaire de Chine en 1949, Yenching resta ouverte mais passa sous le contrôle du Parti communiste chinois. En 1952, le gouvernement de Mao Zedong restructura l'enseignement supérieur en spécialisant les établissements selon leurs principaux domaines d'étude, d'après le modèle soviétique. L'université Yenching ferma alors et ses départements furent répartis entre les autres universités pékinoises ; l'université de Pékin finit par s'installer sur l'ancien campus de Yenching, dans le district de Haidian.